# Michaela Ottová
Michaela Ottová (* 12. února 1971 Praha) je historička umění se zaměřením na sochařství období středověku. Vyučuje dějiny umění na Filozofické fakultě Univerzity Karlovy, Katolické teologické fakultě Univerzity Karlovy a na Akademii výtvarných umění v Praze.

## Život a dílo
Absolvovala gymnázium v Praze 9 (1985–1989) a v letech 1989–1996 studovala dějiny umění na Filozofické fakultě Univerzity Karlovy (prof. Jaromír Homolka). Roku 1997 absolvovala semestrální stáž na Vídeňské univerzitě u prof. Arthura Rosenauera, kde se zabývala dílem Nicolause Gerhaerta a jeho následovníky ve střední Evropě.
V letech 1997-2001 pokračovala doktorským studiem na FF UK a obhájila doktorskou disertaci Sochařství 15. století v severních a severozápadních Čechách (2001, Ph.D.). Roku 2003 absolvovala semestrální stáž na Ludwig-Maxmilians-Universität v Mnichově u Ulricha Södinga, kde se zabývala Porýnským sochařstvím poslední třetiny 15. stol.
Od roku 1994 pracovala jako historička umění na oddělení speciální ochrany movitých kulturních památek v NPÚ v Praze a katalogizovala odcizená a nezvěstná umělecká díla. Od roku 1998 byla vědeckou pracovnicí v Centru pro středověké umění a kulturu při Ústavu dějin umění FF UK. Od roku 2002 působila jako asistentka na Katedře teorie a dějin umění Fakulty užitého umění a designu UJEP Ústí nad Labem a jako externí asistentka na Katedře historie tamní Pedagogické fakulty.
Od roku 2003 je odbornou asistentkou v Ústavu pro dějiny umění FF UK. Roku 2011 se zde habilitovala prací Pod ochranou Krista Spasitele a svaté Barbory. Sochařská výzdoba kostela sv. Barbory v Kutné Hoře (1483–1499) (doc.). V letech 2003-2011 a znovu od roku 2018 působí v Ústavu pro dějiny křesťanského umění KTF UK v Praze, kde byla roku 2022 jmenována profesorkou, jako první v historii fakulty. Mezi léty 2011 a 2017 byla předsedkyní Uměleckohistorické společnosti. V letech 2018-2021 byla vedoucí odborného oddělení Severočeské galerie výtvarného umění v Litoměřicích.